# Trichiana
Trichiana – miejscowość i gmina we Włoszech, w regionie Wenecja Euganejska, w prowincji Belluno.
Według danych na styczeń 2009 gminę zamieszkiwało 4797 osób przy gęstości zaludnienia 109,5 os./1 km².